# Os Peares
Os Peares és un nucli de població gallec que es troba al límit entre les províncies de Lugo i Ourense.
Està situat a la desembocadura dels rius Sil i Búbal al Miño i creuat pels tres, en un lloc de forts pendents. Hi ha dos ponts que travessen el nucli, un que creua el Sil en direcció nord-sud per al trànsit d'automòbils i l'altre que creua el Miño en sentit est-oest per al trànsit ferroviari. Antigament, l'estació d'Os Peares era una parada important en la línia entre Ourense i Monforte de Lemos.
Administrativament, el nucli està dividit entre dues províncies i quatre municipis: Carballedo i Pantón a la província de Lugo, i A Peroxa i Nogueira de Ramuín a la província d'Ourense. A més pertany a quatre parròquies diferents, que alhora pertanyen als quatre municipis anteriors: Oleiros, Pombeiro, Os Peares i Viñoás, respectivament.
Des d'Os Peares sortia la tradicional prova de piragüisme del Descens del Miño, de caràcter anual, que acabava a l'embassament de Velle.